# Növerhof
Növerhof ist ein Ortsteil der Gemeinde Much im Rhein-Sieg-Kreis.

## Lage
Növerhof liegt auf den Hängen des Bergischen Landes im westlichen Zipfel von Much. Nachbarorte sind Schwellenbach im Südosten und Büscherhof im Westen. Növerhof ist über die Landesstraße 318 erreichbar.

## Einwohner
1830 hatte das Gehöft 20 Einwohner.
1901 wohnten hier 33 Personen. Hier wohnten die Familien Joh. Eschbach, Joh. Peter Höck, Peter Höck und Gerhard Miebach. Alle waren Ackerer.